# Milaine Thériault
Milaine Thériault (Moncton, 14 novembre 1973) è un'ex fondista canadese.

## Biografia
In Coppa del Mondo esordì il 19 marzo 1994 a Thunder Bay (41ª) e ottenne l'unico podio il 13 gennaio 2001 a Soldier Hollow (2ª).
In carriera prese parte a tre edizioni dei Giochi olimpici invernali, Nagano 1998 (54ª nella 5 km, 59ª nella 15 km, 56ª nell'inseguimento, 16ª nella staffetta), Salt Lake City 2002 (23ª nella 10 km, 31ª nella 30 km, 31ª nella sprint, 33ª nell'inseguimento, 8ª nella staffetta) e Torino 2006 (46ª nella 10 km, 54ª nell'inseguimento, 10ª nella staffetta), e a cinque dei Campionati mondiali (21ª nella sprint a Oberstdorf 2005 il miglior risultato).
È moglie di Robin McKeever e madre di Xavier, a loro volta fondisti.

## Palmarès

### Coppa del Mondo
- Miglior piazzamento in classifica generale: 60ª nel 2002
- 1 podio (a squadre[2]):
  - 1 secondo posto